# Občina Mislinja
Občina Mislinja je ena od občin v Republiki Sloveniji.

## Naselja v občini
Dovže, Gornji Dolič, Kozjak, Mala Mislinja, Mislinja, Paka, Razborca, Srednji Dolič,  Šentilj pod Turjakom, Tolsti Vrh pri Mislinji, Završe